# Erhard Schrempp
Erhard Schrempp (né le 2 novembre 1910 à Gengenbach et mort le 29 août 1971 à Offenbourg) est un homme politique allemand de la CDU.

## Biographie
Schrempp, fils d'un maître charron, a deux frères et une sœur. Dans sa jeunesse, il appartient au mouvement de jeunesse catholique, à la famille Kolping et au Windthorstbund. Après avoir étudié à l'école primaire et communautaire de Gengenbach, il apprend le métier de son père. Pendant son temps comme compagnon, il voyage à travers l'Allemagne, l' Autriche, la Suisse et la France. En 1934, il reprend l'entreprise de son père, et un an plus tard, il passe l'examen de maîtrise à l'école de maîtrise de Kaiserslautern. Peu de temps après le début de la Seconde Guerre mondiale, il est enrôlé dans l'armée, à partir de 1942, il fait partie d'une unité pionnière qui opère en Russie et en Finlande.
En 1945, à la fin de la guerre, il retourne à Gengenbach. Dans sa ville natale, il participe à la fondation de l'association locale du Parti populaire badois-chrétien-social (BCSV), qui est devenue plus tard une partie de la CDU. Après une courte période comme conseiller municipal, il est élu maire de Gengenbach en 1946. Pour ce mandat, il est réélu à plusieurs reprises, il l'occupe jusqu'à sa mort. Il est également président de district de l'Association des municipalités de Bade et appartient au conseil d'arrondissement d'Offenbourg, où il est également conseiller d'arrondissement. En 1960, il fonde un groupe de travail sur la recherche historique et la préservation des monuments, où il occupe le poste de deuxième président. Toujours en 1960, il est élu pour la première fois au Landtag de Bade-Wurtemberg. Aux élections de 1960, 1964 et 1968, il remporte la circonscription d'Offenbourg. En 1969, il tombe gravement malade, de sorte qu'il doit abandonner son travail avec le groupe d'étude. En 1970, il démissionne également de son mandat au Landtag, qui est repris par Robert Ruder. Schrempp décède le 29 août 1971 à la Josefskrankenhaus d'Offenburg, trois jours plus tard, le 1er Septembre, il est enterré dans le cimetière de Gengenbach.
Schrempp est marié à Klara Katharina Hermann à partir de 1942. Le couple a deux fils et une fille.